# Monumento aos Pescadores
O Monumento aos Pescadores (ou oficialmente "Arrastão") A escultura esta na cidade de São Luís, no Maranhão.
Foi inaugurada em 31 de dezembro de 2003.
A obra foi criada pelo escultor maranhense conhecido como Cordeiro do Maranhão, que retratou no monumento uma atividade típica da piscicultura artesanal do estado.
O Monumento aos Pescadores é um dos principais locais visitados por turistas na orla marítima da cidade é um dos cartões postais da cidade de São Luís e fica localizada na Avenida Litorânea, na Praia de São Marcos.